# Chauchina
Chauchina est une municipalité située dans la partie occidentale de la comarque Vega de Granada de la province de Grenade, en Andalousie dans le sud-est de l'Espagne.

## Histoire
Les plus anciennes traces découvertes sur le site de Las catorce fanegas à Chauchina correspondent à la période intermédiaire du Néolithique. Sur ce site les archéologues ont découvert plusieurs fragments de poteries ainsi qu'un bracelet métallique gris foncé. La sédentarisation des hommes dans la région, a été favorisée à cette époque par la riche végétation, l'abondance en eau, et la grande variété des espèces animales.

## Administration
Limitrophe des municipalités de Fuente Vaqueros, Santa Fe, Chimeneas et Cijuela, elle est traversée par la rivière Genil. Les autres localités proches de Chauchina sont Láchar, El Jau et Pedro Ruiz. L'agglomération de Chauchina est formée par les quartiers de Romilla, et Romilla la Nueva.

## Transport
- L'Aéroport de Grenade-Federico García Lorca est situé sur le territoire communal.

## Monuments

### Torre de Romilla
La Torre de Romilla se trouve à environ 500 mètres de la rivière Genil et à une vingtaine de mètres du chemin de Romilla qui mène à celle-ci. C'est une construction rectangulaire d'aspect pyramidal, comportant une tour reposant sur trois piliers, et qui servait à surveiller les champs alentour.

### La Peana
La Peana est une partie de la colonne dorée appartenant à la Sierra del Turro, commune de Loja, destinée au patio central du Palais de Charles Quint (Alhambra). Elle se situe actuellement près de l'église paroissiale.

### Église paroissiale
Dédiée à Jésus Christ (Santo Cristo de la Humildad), l'église de Chauchina n'était que ruines à la fin du XVIIIe siècle. Rénovée sur l'initiative de Manuel Godoy, les travaux de la nouvelle église furent terminés en 1982, après une longue interruption pendant et après la Guerre d'Espagne.

### Ermite de la Vierge del Espino
La Vierge del Espino ou del Pincho, appelée ainsi dans la région de la Vega de Granada, reçoit dévotion et oboles des habitants de Chauchina et des localités environnantes depuis le XXe siècle.

## Fêtes
- La féria, ou les fêtes populaires, se déroulent la première semaine du mois de juillet.
- Le 7 octobre se commémore la festivité du rosaire de la Vierge (Virgen del Rosario), patronne de la ville
- Le 25 avril: l'Évangile selon Marc, est promené dans les champs par tous les habitants de la ville
- Le 9 avril se fête l'apparition de la Vierge (Virgen del Espino) à Rosario Granados Martín en 1906.